# محافظة هوينغسونغ
محافظة هوينغسونغ (هوينغسونغ غون) هي محافظة في مقاطعة غانغوون، كوريا الجنوبية، وبلغ عدد سكانها 47،362 نسمة عام 2001.

## أعلام
- إي هيونغ تايك
- تشارلز ر. لونغ
- كم هي تشول

## وصلات خارجية
- الصفحة الرئيسية لحكومة محافظة هوينغسونغ (بالإنجليزية)